# トータリー・ミニーマウス
『トータリー・ミニーマウス』(Totally Minnie Mouse)とは、2022年1月18日から3月30日まで東京ディズニーリゾートで開催されるミニーマウスが主役のスペシャルイベント。東京ディズニーリゾートでスペシャルイベントが開催されるのは約2年ぶりである。

## 概要
ミニーマウスの持つ多彩な魅力を詰め込んだイベントである。東京ディズニーランド及び東京ディズニーシーでは、それぞれのパークを彩ってきたエンターテインメントのコスチュームや音楽とともにミニーマウスたちが繰り広げるエンターテインメントプログラムを開催するほか、このイベントだけのグッズやメニューも展開される。
また、ディズニーホテルとディズニーリゾートラインでもそれぞれの施設ならではのコンテンツが登場する。

## エンターテインメント

### 東京ディズニーランド

#### ミニー&フレンズのグリーティングパレード：トータリー・ミニーマウス
パレードルートで開催される「ミッキー&フレンズのグリーティングパレード」が「ミニー&フレンズのグリーティングパレード」と名を換え、ミニーマウスを主役のグリーティングパレードとして開催される。イベント期間中、2回にわたってテーマが変更され、衣装や音楽、登場キャラクターも入れ換えが行われる。

##### 公演情報（全期間共通）
- 公演場所：パレードルート
- 公演時間：約25分
- 実施回数：1日1～2回
- フロート台数：1台

##### テーマと出演キャラクター
| 期間             | テーマ                   | 使用音楽・コスチューム         | 出演キャラクター                                                                             |
| ---------------- | ------------------------ | ------------------------------ | -------------------------------------------------------------------------------------------- |
| 1月18日～2月13日 | 「陽気なミニーマウス」   | ミニー・オー！ミニー           | ミニーマウス、ミッキーマウス、ドナルドダック、グーフィー、チップ、デール                     |
| 2月14日～3月1日  | 「夢見るミニーマウス」   | ディズニー・プリンセス・デイズ | ミニーマウス、ミッキーマウス、デイジーダック、クラリス、マリー                               |
| 3月2日～3月30日  | 「情熱的なミニーマウス」 | ディズニー夏祭り               | ミニーマウス、ミッキーマウス、プルート、ドナルドダック、デイジーダック、グーフィー、マックス |

### 東京ディズニーシー

#### ミニー&フレンズのハーバーグリーティング：トータリー・ミニーマウス
メディテレーニアンハーバーで開催される「ミッキー&フレンズのハーバーグリーティング」が「ミニー&フレンズのハーバーグリーティング」と名を換え、ミニーマウスを主役としたグリーティングショーとして開催される。イベント期間中、2回にわたってテーマが変更され、衣装や音楽、登場キャラクターも入れ換えが行われる。

##### 公演情報（全期間共通）
- 公演場所：メディテレーニアンハーバー
- 公演時間：約10分
- 実施回数：1日2回
- 船の隻数：1隻

##### テーマと出演キャラクター
| 期間             | テーマ                           | 使用音楽・コスチューム                                           | 出演キャラクター                                                                                   |
| ---------------- | -------------------------------- | ---------------------------------------------------------------- | -------------------------------------------------------------------------------------------------- |
| 1月18日～2月13日 | 「スウィートなミニーマウス」     | テーブル・イズ・ウェイティング                                   | ミニーマウス、ミッキーマウス、プルート、ドナルドダック、デイジーダック、グーフィー、チップ、デール |
| 2月14日～3月1日  | 「ロマンティックなミニーマウス」 | 東京ディズニーシー・シーズン・オブ・ハート、バレンタイン・ナイト | ミニーマウス、ミッキーマウス、ドナルドダック、デイジーダック、ダッフィー、シェリーメイ             |
| 3月2日～3月30日  | 「はじけるミニーマウス」         | ミニーのトロピカルスプラッシュ                                   | ミニーマウス、ミッキーマウス、ドナルドダック、デイジーダック、グーフィー、チップ、デール、クラリス |

## スペシャルグッズ
両パークで開催されるエンターテインメントのコスチュームや、トレードマークである赤地に白い水玉模様のワンピースを着たミニーマウスをデザインしたスペシャルグッズが販売される。これらのグッズは1月17日より先行して販売される。関連してイベント期間中には、2月3日にミニーマウスと桜をモチーフにしたグッズや3月2日の「ミニーの日」にちなんだグッズも販売される。

## スペシャルメニュー
東京ディズニーランドでは「センターストリート・コーヒーハウス」で提供される“スペシャルデザート&ドリンクセット”のほか、複数店舗でスペシャルメニューやスーベニア付きメニューを販売する。
また東京ディズニーシーでは、アニバーサリーイベント『東京ディズニーシー20周年：タイム・トゥ・シャイン！』に連動して開催されているメニュー企画「シーズナルテーストセレクションズ」が開催されているが、第3弾は「各国の伝統料理」をテーマにしたそれぞれのレストランのメニューにミニーマウスをイメージしたデザートが組み込まれる。

### ディズニーホテル
ディズニーホテルではイベントに合わせスペシャルメニューやドリンクを提供する。
シャーウッドガーデン・レストラン （東京ディズニーランドホテル）
2022年1月18日から同年3月30日まで提供
- デザートを中心にミニーマウスのカラーリングを用いたメニューをビュッフェ形式で提供。
- 「夢見るミニーマウス」をイメージしたスペシャルドリンク「“トータリー・ミニーマウス”スペシャルドリンク」

カンナ （東京ディズニーランドホテル）
2022年2月1日から同年3月30日まで提供
- ミニーマウスのカラーリングをイメージした6品のディナーコース「“トータリー・ミニーマウス”スタイリッシュカンナ」
- ミニーマウスのカラーとハート模様、ドット模様をモチーフにした「“トータリー・ミニーマウス”プレシャスカンナ」
- 「ミニー・オー！ミニー」をイメージした「“トータリー・ミニーマウス”スペシャルドリンク」

エンパイア・グリル （ディズニーアンバサダーホテル）
2022年1月18日から同年3月30日まで提供
- 「テーブル・イズ・ウェイティング」をモチーフとした6品のディナーコース「“トータリー・ミニーマウス”エンパイア・グリル・ディナー」
- 「ロマンティックなミニーマウス」をイメージした「“トータリー・ミニーマウス”エンパイア・グリル・ランチ」
- 「ディズニー夏祭り」「彩涼華舞」をイメージした「“トータリー・ミニーマウス”スペシャルドリンク」

### 広報リリース（一次資料）
1. 1 2  “ミニーマウスの多彩な魅力がつまったスペシャルイベント「トータリー・ミニーマウス」を東京ディズニーリゾートで初開催2022年1月18日（火）～ 3月30日（水）”. 東京ディズニーリゾート・ブログ.   東京ディズニーリゾート. 2021年11月25日閲覧。